# USS Cogswell (DD-651)
L'USS Cogswell (DD-651) est un destroyer de classe Fletcher ayant servi dans la marine américaine.
Il a participé à la Seconde Guerre mondiale, à la guerre de Corée et à la guerre du Viêt Nam.
Il a été nommé en l'honneur de l'amiral James Kelsey Cogswell (en) qui a servi pendant la guerre hispano-américaine et en celui de son fils, le capitaine de vaisseau Francis Cogswell (en) qui, lui, a servi pendant la Première Guerre mondiale.
Ce bâtiment fut transféré à la Turquie le 1er octobre 1969 où il reçut le nom de TCG İzmit (D342) puis y fut condamné (le 14 décembre 1980) à Gölcük (Kocaeli) et démoli (en 1981).